# Adolf Jäger (Bildhauer)
Adolf Jäger (* 10. Februar 1895 in Frankfurt am Main; † 22. Dezember 1983) war ein deutscher Bildhauer und Münzgestalter. Der Entwurf der Pfennig-Münzen der DM-Währung, die ab 1948 geprägt wurden, machte ihn als Pfennig-Jäger bekannt.

## Werdegang
Nach dem Besuch der Weißfrauenschule in Frankfurt am Main erlernte Jäger in einer Frankfurter Metallwarenfabrik das Handwerk des Ziseleurs. Nach Erwerb des Meisterbriefs machte sich Jäger 1921 selbstständig; jahrzehntelang arbeitete er im eigenen Atelier in Frankfurt.
In der Zeit des Nationalsozialismus war Jäger Mitglied der Reichskammer der bildenden Künste. Er war u. a. von 1938 bis 1943 auf allen Großen Deutschen Kunstausstellungen in München mit neun Plaketten, zwei Statuen und einer Medaille vertreten. Dabei erwarb Hitler 1938 die Bronze-Statuette Pimpf.

## Medailleur
Jäger entwarf 1948 die Pfennig-Münzen der DM-Währung. Die „2“ auf der Wertseite der Zwei-Pfennig-Münze stammt nicht von ihm, Jäger hat sie später als nicht zu den Ziffern seiner Entwürfe passend bezeichnet. An Jägers Münzgestaltung wurde später kritisiert, dass der waagerechte Strich am Fuß des Eichenzweiges seines Entwurfes suggeriere, es handele sich um einen Setzling; einem solchen fehle es allerdings an der notwendigen Zweigliedrigkeit an der Spitze.
Auch später nahm Jäger an Wettbewerben zur Münzgestaltung teil, so zum ab 1957 geprägten 2-Mark-Stück mit dem Porträt Max Plancks, dessen Nachfolgern ab 1973 und zu den Gedenkprägungen „Johann Gottlieb Fichte“ und „Johannes Gutenberg“; keiner dieser Entwürfe wurde jedoch umgesetzt.
Von Jäger stammt der Entwurf einiger von seiner Heimatstadt Frankfurt verliehener Medaillen, sie und weitere von ihm entworfene Medaillen finden sich im Münzkabinett des dortigen Historischen Museums. An der Neufassung des Landeswappen Hessens nach dem Zweiten Weltkrieg wirkte Jäger mit.

## Bildhauer

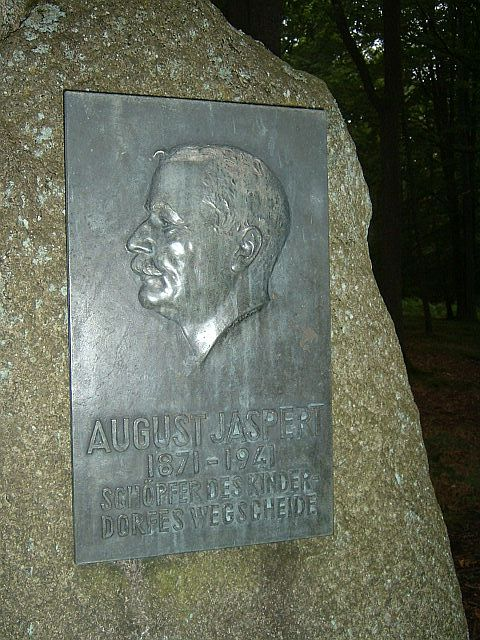
Jaspert-Gedenktafel (Wegscheide)

Bevorzugtes Thema von Jägers Bildwerken war der Mensch. Einige seiner Werke schuf er für den öffentlichen Raum, vor allem für durch das Bundeswohnbauministerium geförderte Wohnsiedlungen:
- „Fischbrunnen“, Bonn
- „Stehender Knabe“, Bonn
- „Katzenplastik“, Bonn-Bad Godesberg
- August-Jaspert-Gedenktafel im Schullandheim Wegscheide
- „Delphinbrunnen“, auch „Bethmannparkbrunnen“ im Bethmannpark in Frankfurt am Main (abgebaut)